# Alzoniella braccoensis
Alzoniella braccoensis is een slakkensoort uit de familie van de Hydrobiidae. De wetenschappelijke naam van de soort is voor het eerst geldig gepubliceerd in 2004 door Bodon & Cianfanelli.